# 人體放射性實驗諮詢委員會
人體放射性實驗咨詢委員會（英語：Advisory Committee on Human Radiation Experiments）發起於1994年，調查美國政府關於人體放射性試驗的記錄。這個特別委員會由美国总统比尔·克林顿通過行政命令12891創立，發佈於1994年1月15日。约翰霍普金斯大学伯曼生物伦理学研究所的Ruth Faden是這個委員會的主席。Jonathan D. Moreno是此委員會的高級成員。他在1999年寫了書《危險之下：國家秘密人體實驗》（英語：Undue Risk: Secret State Experiments on Humans）。
委員會千頁的最終報告1995年10月在一場白宮儀式中發布。

## 外部連結
- Chair's Perspective on the Work of the Advisory Committee on Human Radiation Experiments （页面存档备份，存于） by Ruth Faden
- Material at George Washington University （页面存档备份，存于） Material from the National Security Archive.
- Advisory Committee on Human Radiation Experiments - Final Report
- American Nuclear Guinea Pigs: Three Decades of Radiation Experiments on U.S. Citizens